# Marazoleja
Marazoleja ist ein Ort und eine Gemeinde (municipio) mit 96 Einwohnern (Stand: 2024) in der zentralspanischen Provinz Segovia in der Autonomen Region Kastilien-León. Von 1970 bis 1982 war Marazoleja Teil der Nachbargemeinde Sangarcía. 

## Lage und Klima
Marazoleja liegt in der kastilischen Meseta in ca. 910 m Höhe ungefähr 22 Kilometer (Fahrtstrecke) westnordwestlich der Provinzhauptstadt Segovia. Das Klima ist gemäßigt bis warm; Regen (ca. 594 mm/Jahr) fällt mit Ausnahme der trockenen Sommermonate übers Jahr verteilt.

## Bevölkerungsentwicklung
| Jahr      | 1900 | 1950 | 1970 | 1981 | 1991 | 2001 | 2011 | 2021 |
| Einwohner | 394  | 420  | -    | -    | 180  | 160  | 123  | 103  |

## Sehenswürdigkeiten

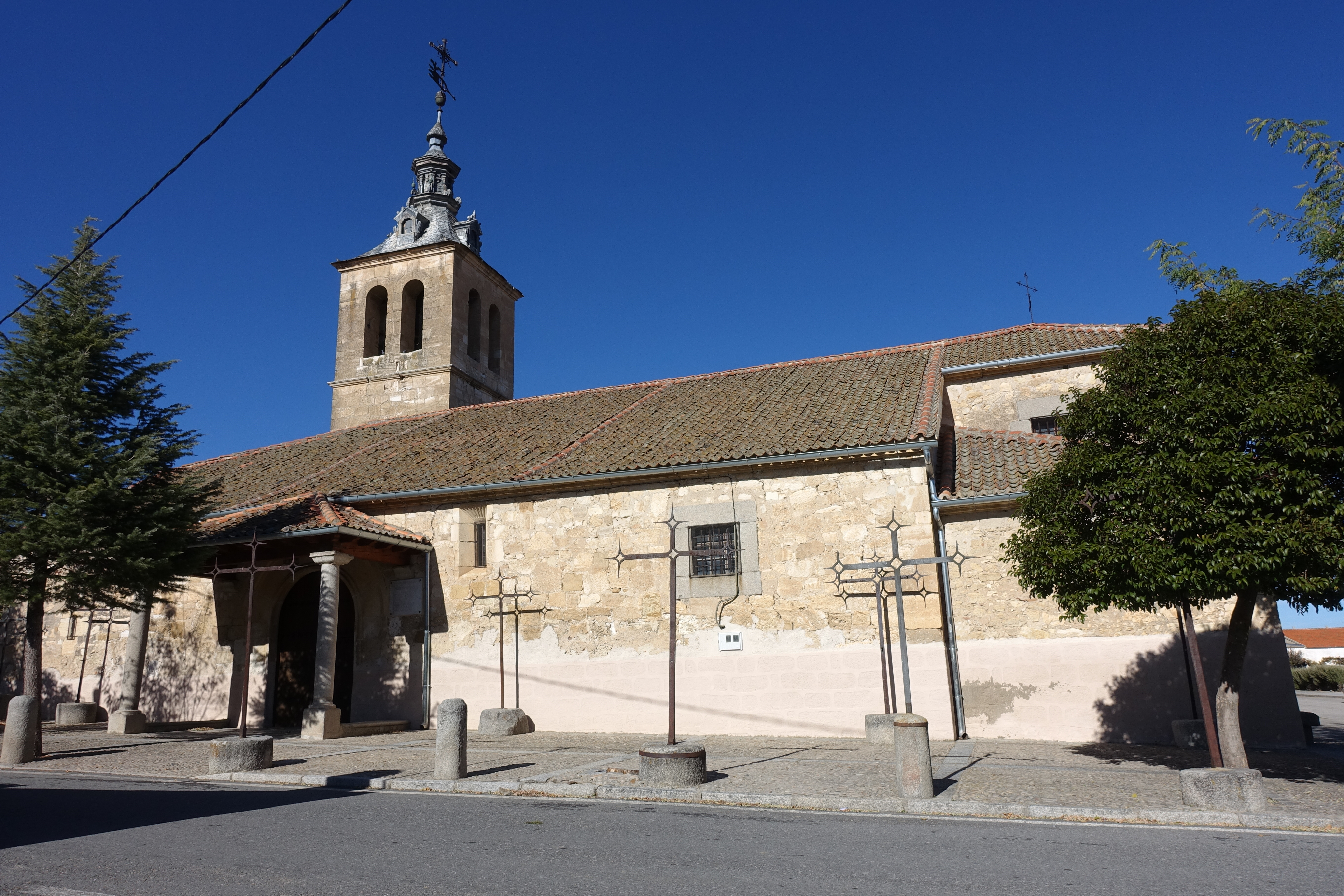
Johanniskirche
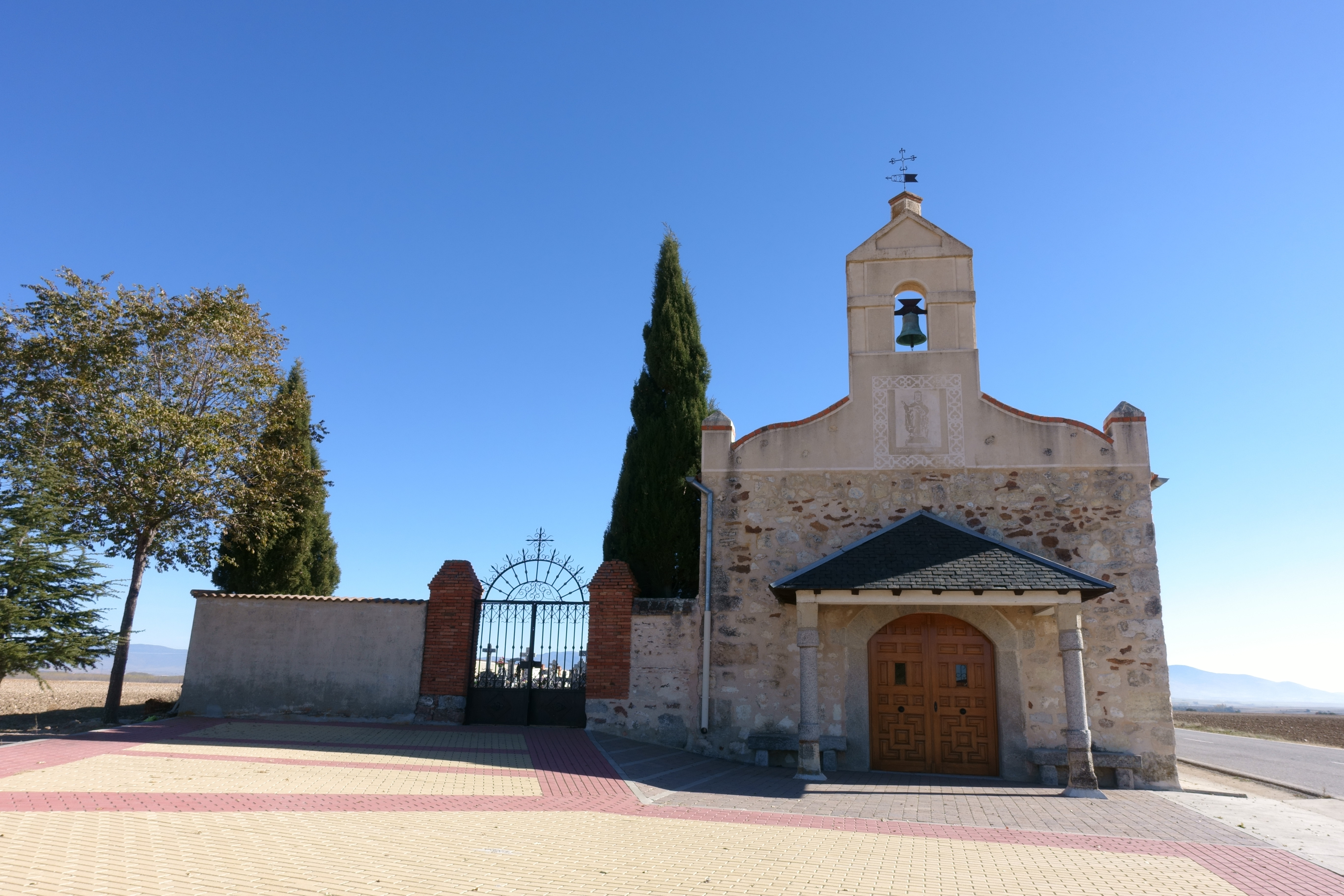
Katharinenkapelle
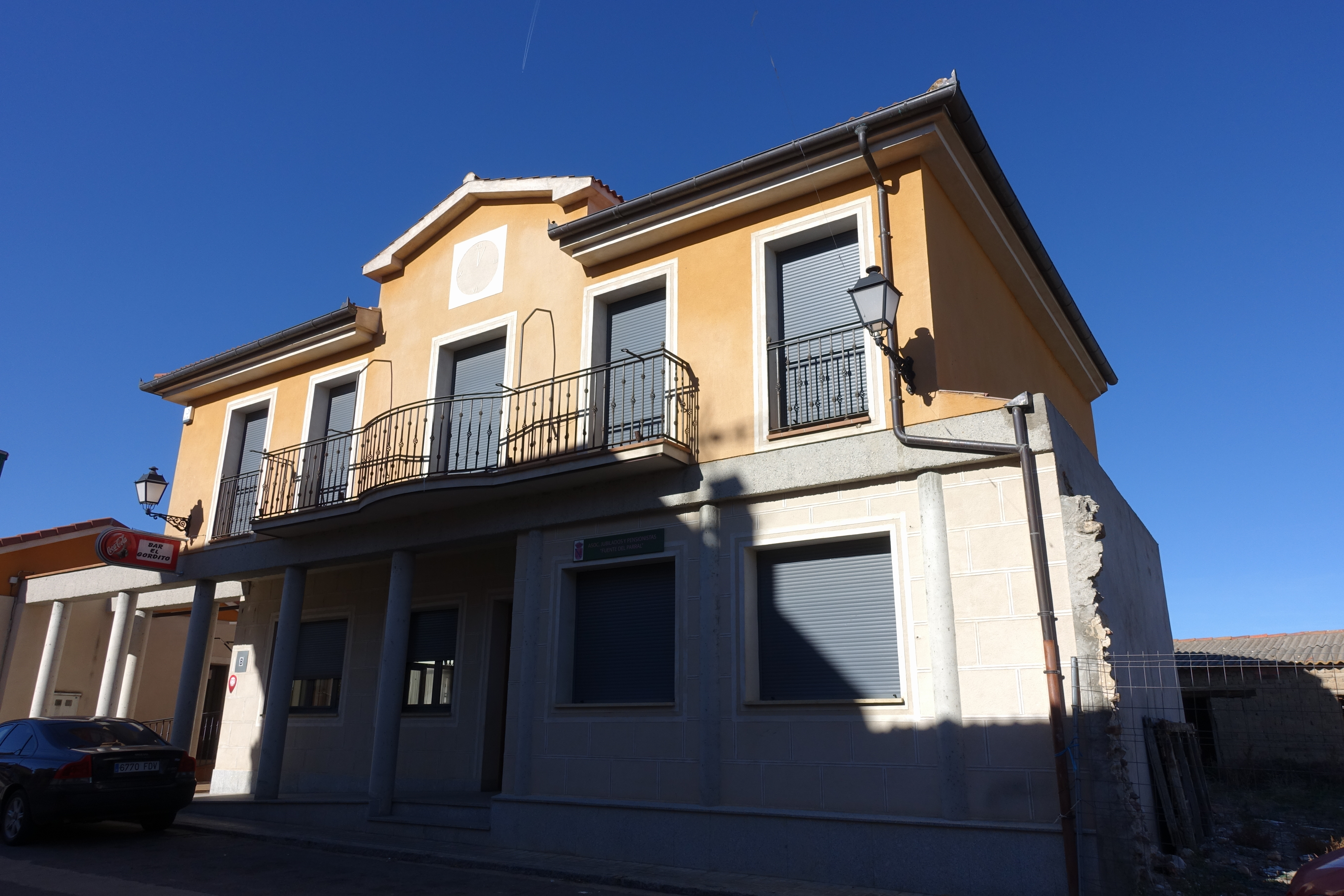
Rathaus

- Johanniskirche
- Katharinenkapelle
- Rathaus